# Ньяменде Мханде
Ньяменде Мханде (*д/н — 1707) — 17-й мвене-мутапа (володар) Мономотапи в 1694—1707 роках. Відомий також як Дон Педро.

## Життєпис
Походив з династії Мбіре. Старший син мвене-мутапи Камгарапасу Мукомбве. Здобув освіту та хрещений як Педро у будинку багатої мулатки Вікенсії Жоао. Після смерті батька близько 1692 року вступив упротистояння із стрийком Ньякамбіре, якого підтримала держава Розві. Завдяки коштам хрещеної матері найняв португальський загін, з яким 1694 року завдав поразки суперникові.
Підтвердив васалітет від Португалії. 1696 року надав португальцям право досліджувати та розробляти срібні копальні в Чікові. Втім місцеві вожді організували опір. Водночас фактично втратив вплив на золотоносний регіон Каранга, де португальці поставили намісником брата мвене-мутапи Чірімбі (дона Мануела).
Протягом решти панування зміцнював кордон з Розві. Помер Ньяменде Мханде 1707 року. Йому спадкував брат Ньєньєдзі Зенда.